# Лейн, Луис
Луис Лейн (англ. Louis Lane; 25 декабря 1923, Игл-Пасс, штат Техас — 15 февраля 2016) — американский дирижёр.

## Биография
Учился в Техасском университете у Кента Кеннана и в Истменовской школе музыки у Бернарда Роджерса, затем прошёл также курс оперного дирижирования у Сары Колдуэлл. В 1947 г. по итогам конкурс был принят в Кливлендский оркестр к Джорджу Селлу дирижёром-стажёром и работал в оркестре (помощником дирижёра и вторым дирижёром) вплоть до 1973 г., одновременно возглавляя в 1964—1972 гг. Оперный театр озера Эри. Несмотря на то, что Лейн не был главной фигурой в оркестре, его заслуги были высоко оценены музыкальной общественностью: в 1971 г. он был награждён Малеровской медалью за работу с малеровским и брукнеровским репертуаром, а в 1972 г. удостоен Премии Дитсона. В 1975—1977 гг. Лейн руководил Далласским симфоническим оркестром, в дальнейшем работал также с Атлантским симфоническим оркестром. Кроме того, Лейн преподавал в Акронском университете, Университете Цинциннати, Кливлендском институте музыки и Оберлинском колледже.